# 火星大气环流模式

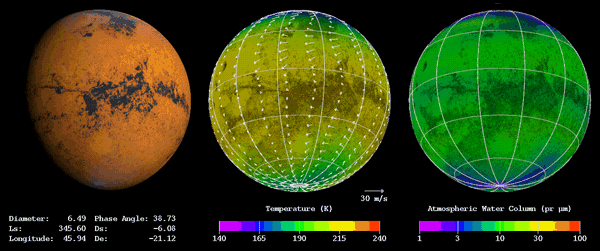
Mars geneal circulation model, NASA

火星大气环流模式（英語：Mars general circulation model，縮寫：MGCM）是NASA的一項研究成果，藉以了解火星大氣層循環的本質，以及它是如何被驅動的，還有它對火星氣候的長期影響。

## 歷史
火星的氣候模擬模型可以追溯到維京號任務。一開始的模型都是個別的研究員寫的，沒有公開源碼也不打算重複使用。直到1990年代因為網際網路促進氣候建模研究者的合作，開始需要共用的模型程式碼。
因此現今的火星氣候模擬模型是源自網路世代。

## 運作原理
這個火星氣候模型是一個複雜的三維（高度，緯度，經度）模型。包括地-氣熱交換的過程，以及大規模大氣環流。

## 甲烷
火星大氣可能含有 1nmol/mol 的甲烷。
2009年1月，NASA科學家宣布在火星特定區域的大氣發現甲烷，有些人猜測可能來自地底下生物活動的結果。

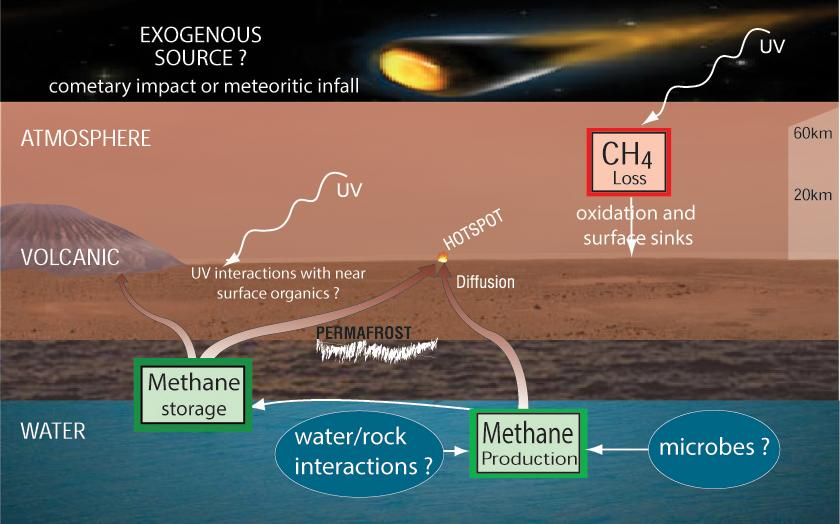
Methane on Mars - "potential sources and sinks" (November 2, 2012).

## 其他行星
木星，土星，海王星及金星的大氣模型也已有人完成。
 （页面存档备份，存于）